# Coccinellomima
Coccinellomima is een geslacht van rechtvleugeligen uit de familie Anostostomatidae. De wetenschappelijke naam van dit geslacht is voor het eerst geldig gepubliceerd in 1932 door Karny.

## Soorten
Het geslacht Coccinellomima  is monotypisch en omvat slechts de volgende soort:
- Coccinellomima shelfordi (Karny, 1932)